# 選舉資訊中心
選舉資訊中心是香港選舉事務處介紹香港選舉制度的資訊中心，位於九龍長沙灣東京街西3號庫務大樓7樓。中心原位於香港灣仔愛群道32號愛群商業大廈10樓，於2014年12月23日遷至九龍灣展貿徑1號九龍灣國際展貿中心13樓，再於2023年10月24日遷至現址。該中心以展板、選舉用品實物及電腦遊戲等向觀眾展示香港的選舉制度，現場並有模擬投票機制，選舉前亦可於該中心填寫及遞交選民登記表格。
澳門政府行政公職局亦有同名機構，成立於2015年10月25日。

## 外部連結
- 選舉資訊中心 （页面存档备份，存于）